# Por dos besos
Por dos besos è un brano musicale del 1959 di Pino Massara e Vito Pallavicini interpretato, fra gli altri, da Carla Boni, Gino Latilla, Bruno Martino, Flo Sandon's, Anita Traversi, The Chakachas, I Brutos e successivamente da Stefano Bollani e Renzo Arbore; quest'ultimo l'ha anche utilizzato come sigla per lo spettacolo Striminzitic Show su Rai 2.

## Il brano
Il brano, di carattere ironico, mescola italiano e spagnolo e parla di un "Señor" che per due notti bacia una ragazza in riva la mare. La ragazza chiede quindi di essere sposata, perché Ogni bacio in riva al mar, Señor, è giuramiento; no se puede, in riva al mar, no se puede, no, scherzare con l'amor! A seconda dell'interpretazione, è invece un terzo che chiede al "Señor": Dunque, la sposate oppure no?